# Cymatogramma
Cymatogramma är ett släkte av fjärilar. Cymatogramma ingår i familjen praktfjärilar.
Kladogram enligt Catalogue of Life:
| Cymatogramma | \| \| Cymatogramma aguayoi \| \| \| \| \| \| Cymatogramma artacaena \| \| \| \| \| \| Cymatogramma chiron \| \| \| \| \| \| Cymatogramma echemus \| \| \| \| \| \| Cymatogramma morena \| \| \| \| \| \| Cymatogramma poeyi \| \| \| \| |
|              | \| \| Cymatogramma aguayoi \| \| \| \| \| \| Cymatogramma artacaena \| \| \| \| \| \| Cymatogramma chiron \| \| \| \| \| \| Cymatogramma echemus \| \| \| \| \| \| Cymatogramma morena \| \| \| \| \| \| Cymatogramma poeyi \| \| \| \| |
|              | Cymatogramma aguayoi |
|              | |
|              | Cymatogramma artacaena |
|              | |
|              | Cymatogramma chiron |
|              | |
|              | Cymatogramma echemus |
|              | |
|              | Cymatogramma morena |
|              | |
|              | Cymatogramma poeyi |
|              | |